# Balduíno II de Jerusalém
Balduíno II (c. 1075 – 21 de agosto de 1131) foi conde de Edessa e rei de Jerusalém. Era filho do conde Hugo de Rethel e de Melisende de Montlhéry, tendo dois irmãos, Gervásio e Manasses, e duas irmãs, Matilda e Hodierna. Balduíno é considerado primo dos irmãos Eustácio III de Bolonha, Godofredo de Bulhão e Balduíno I de Jerusalém, mas não há a certeza do exacto grau de parentesco, talvez por parte de uma eventual avó materna, Ida de Bolonha. Era também primo direito do seu sucessor em Edessa, Joscelino de Courtenay, por parte das suas mães, Melisende e Isabel de Montlhéry.
O cronista das cruzadas Guilherme de Tiro descreveu Balduíno como "um homem devoto e temente a Deus, notável pela sua lealdade e grande experiência em assuntos militares", e conta que fôra cognominado de o Espinhoso (cognominatus est Aculeus). ibne Alcalanici, cronista do século XII em Damasco que o chamava de Balduíno o Pequeno (Baghdawin al-ru'aiuis) para o distinguir de Balduíno I, notou que "depois dele não havia ninguém entre eles que possuísse bom julgamento e capacidade de governar".

## Conde de Edessa
Balduíno deixou o seu senhorio de Bourcq, nas Ardenas, para seguir os primos na Primeira Cruzada em 1096. Enquanto Balduíno de Bolonha se tornou no primeiro conde de Edessa, Balduíno de Bourcq esteve ao serviço de Boemundo de Taranto, príncipe de Antioquia, como embaixador entre estes dois estados cruzados.

Os estados cruzados no Levante em 1140

Em 1100 morreu Godofredo de Bulhão. Balduíno de Bolonha foi eleito rei de Jerusalém e Balduíno de Bourcq foi nomeado conde de Edessa. Casou-se em 1101 com Morfia, filha do príncipe arménio Gabriel de Melitene, seguindo o exemplo de uma aliança arménia do seu antecessor.
Boemundo I de Antioquia fora aprisionado pelos danismêndidas, deixando o seu sobrinho Tancredo da Galileia, rival de Balduíno de Bolonha, na regência do seu principado. Para retirá-lo desta posição de poder, Balduíno de Bourcq ajudou a resgatar Boemundo, mas no ano seguinte juntou-se ao príncipe da Galileia para ambos auxiliarem o rei Balduíno I contra os egípcios em Ascalão.
Em 1104 os seljúcidas invadiram Edessa e, com a ajuda de Boemundo I de Antioquia, Tancredo da Galileia e Joscelino de Courtenay, Balduíno II de Edessa enfrentou-os na batalha de Harã. O resultado foi desastroso: aprisionado pelo inimigo, tal como Joscelino, o seu condado passou para a regência de Tancredo. Este e o seu tio Boemundo preferiram trocar os prisioneiros turcos por dinheiro em vez de fazer o resgate do conde cristão. Assim permaneceu em cativeiro em Mossul até 1108, data em que o seu primo Joscelino o resgatou por 60 000 dinares.
Tancredo recusou-se a devolver-lhe Edessa, mas com o apoio dos arménios, bizantinos, e até dos seljúcidas, foi obrigado a ceder. Em 1109, depois de se reconciliar com o príncipe da Galileia, participaram ambos na tomada de Trípoli. Entretanto muitos territórios na margem oriental do rio Eufrates estavam perdidos. Este rio fazia uma importante divisória no condado: em 1112, Joscelino criara um estado cruzado semi-autónomo, vassalo do condado de Edessa, ao redor de Turbessel, a oeste do Eufrates, onde as terras eram prósperas; Balduíno II controlava o território a leste, ao redor da cidade de Edessa, que era pouco populado e continuamente alvo de investidas dos seljúcidas. Assim, nesse ano Balduíno retirou Turbessel a Joscelino, que partiu para Jerusalém onde, com a morte de Tancredo, foi-lhe oferecido o seu principado da Galileia.

## Rei de Jerusalém

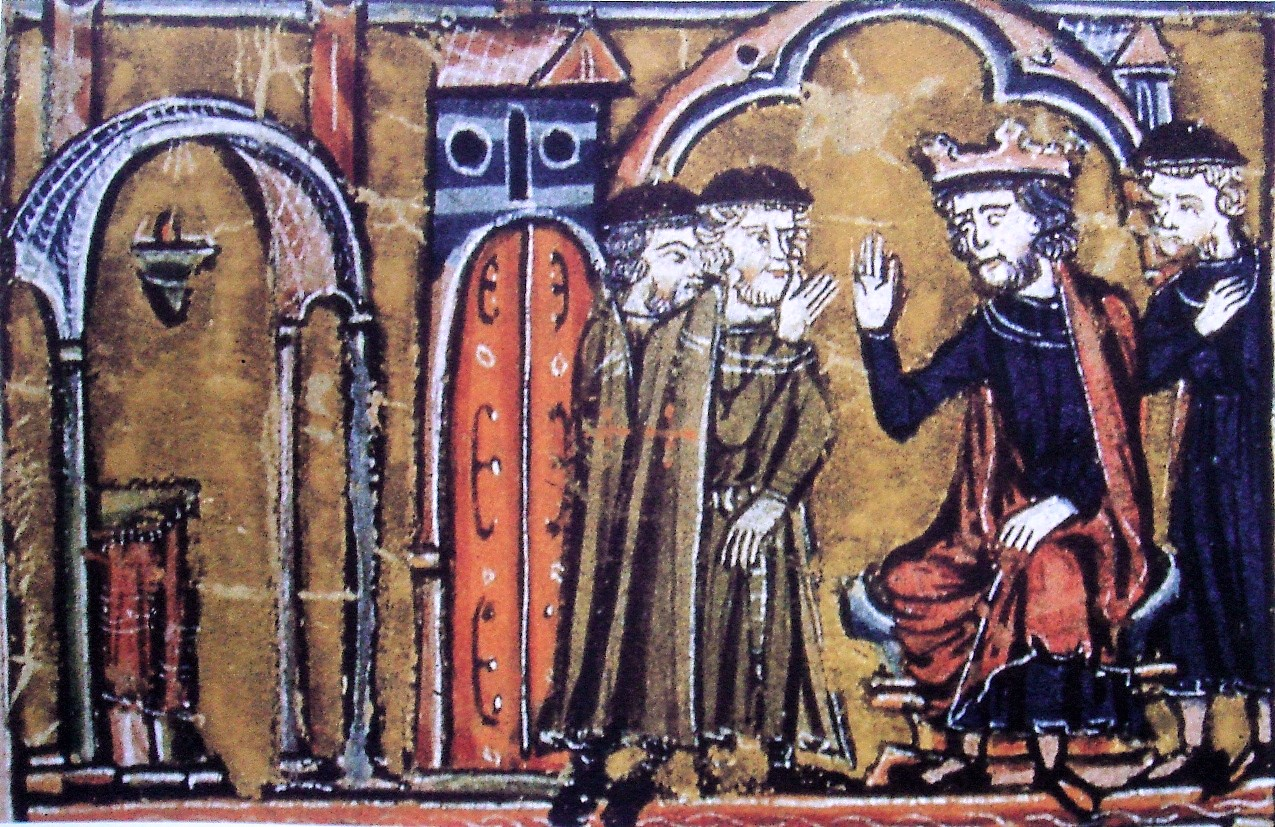
Balduíno II cede o Templo de Salomão aos templários Hugo de Payens e Godofredo de Saint-Homer (iluminura da Histoire d'Outre-Mer, de Guilherme de Tiro, século XIII)

Com a morte de Balduíno I em 1118, a coroa foi oferecida ao irmão mais velho deste, Eustácio III de Bolonha. Joscelino de Courtenay insistiu que o reino passasse para Balduíno de Bourcq, apesar de este ter exilado o primo de Edessa em 1113. Balduíno aceitou e foi coroado no domingo de Páscoa de 14 de abril desse ano. Quase imediatamente, o Reino Latino de Jerusalém foi invadido simultaneamente pelos seljúcidas da Síria e pelo Califado Fatímida do Egito. Mas o novo rei deu mostras de força e decisão e os exércitos muçulmanos abandonaram o território sem se travar qualquer batalha.
Em 1119, foi a vez do Principado de Antioquia ser invadido, e Balduíno acorreu prontamente com o seu exército. Mas o regente Rogério de Salerno não aguardou a chegada dos aliados e as suas forças acabaram por ser aniquiladas na chamada batalha do Campo de Sangue. Apesar de esta ter sido uma catástrofe para o principado cruzado, Balduíno assumiu a regência, ajudou Antioquia a recuperar-se e a expulsar os turcos ainda no mesmo ano.
Nesta época foi fundada uma segunda ordem militar: em 1118, Hugo de Payens criou a Ordem do Templo em Jerusalém, enquanto que a Ordem do Hospital, fundada em 1113, se desenvolveu em ordem militar a partir da ordem de caridade original. Balduíno também convocou um concílio em Nablus, em 1120, onde provavelmente terão sido estabelecidas as primeiras leis escritas do reino, e alargou os direitos e privilégios às crescentes comunidades burguesas.
Em 1122 Joscelino de Courtenay, nomeado conde de Edessa quando Balduíno subiu ao trono, foi aprisionado em batalha. O rei assumiu a regência de mais este estado cruzado mas também acabou por ser aprisionado pelos turcos enquanto patrulhava as fronteiras de Edessa em 1123, e acompanhou Joscelino no seu cativeiro. Eustácio Grenier assumiu a regência de Jerusalém e derrotou uma invasão egípcia. Depois da morte deste ainda no mesmo ano, Guilherme Bures foi nomeado regente.
Balduíno e Joscelino escaparam da prisão com a ajuda dos arménios em 1124. Entretanto os cruzados cercaram e tomaram Tiro com a ajuda de uma frota veneziana. Isto levaria ao estabelecimento de colónias mercantis italianas nas cidades costeiras do reino, que eram autónomas e isentas de impostos e deveres militares, sob os termos do Pacto de Varmundo (Pactum Warmundi), um tratado de aliança entre o Reino Latino de Jerusalém e a República de Veneza).
Em 1125 Balduíno reuniu cavaleiros de todos os estados cruzados e enfrentou os seljúcidas na batalha de Azaz. Apesar de os números do inimigo serem bastante maiores, os cruzados venceram e reafirmaram muita da influência que tinham perdido desde o Campo de Sangue.
Se Antioquia e Edessa não tivessem entrado em conflito um contra o outro depois desta batalha, talvez Balduíno tivesse conseguido atacar Alepo; mas pouco tempo depois esta cidade e Mossul uniram-se sob o comando de Zengui, em 1128. Incapacitado de atacar qualquer destas cidades, Balduíno tentou tomar Damasco em 1129 com a ajuda dos Templários, mas falhou.

## Descendência e sucessão

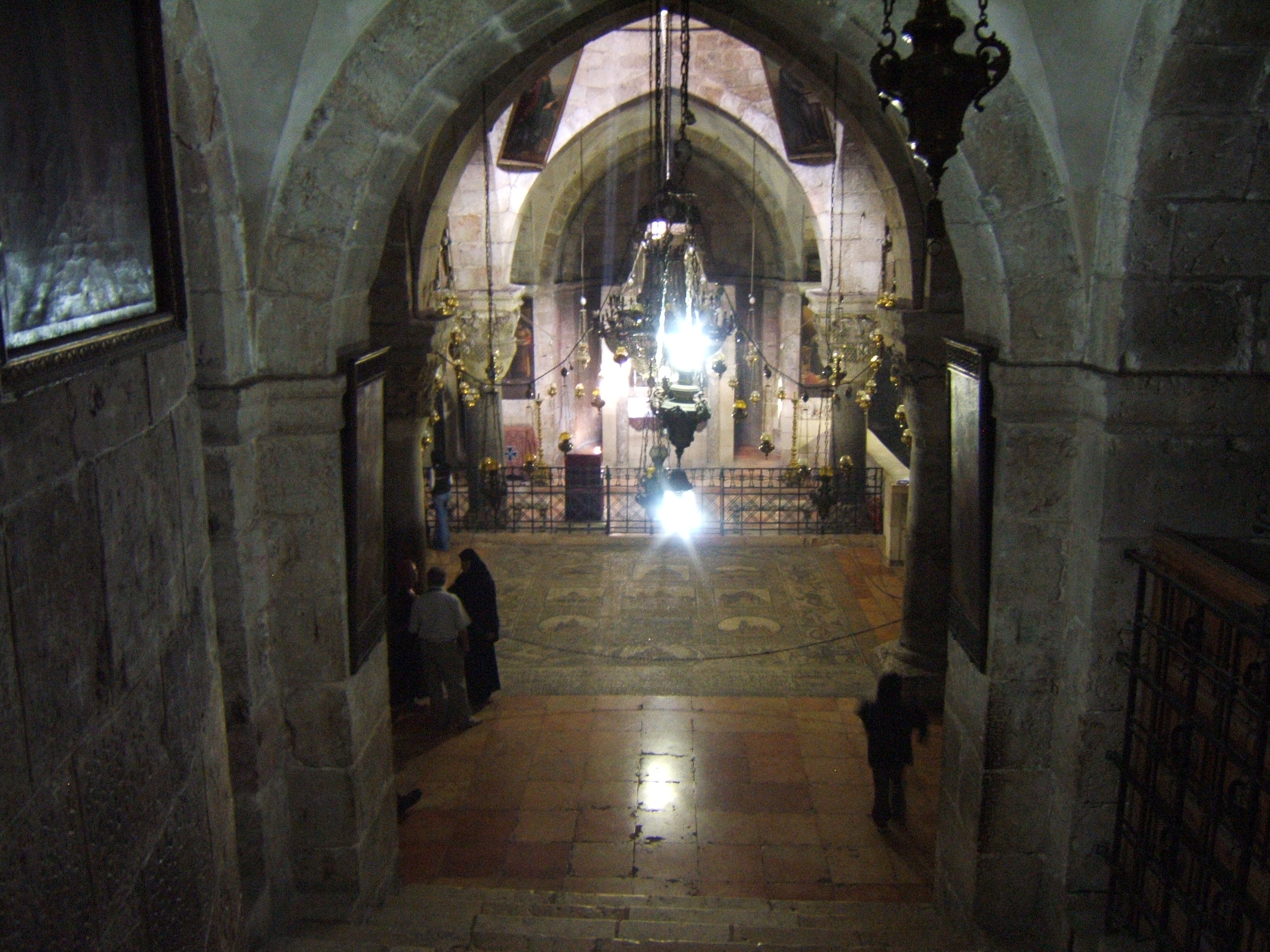
Igreja do Santo Sepulcro em Jerusalém, local de sepultamento de Balduíno de Bourcq

O rei não teve filhos varões do seu casamento com Morfia de Melitene, mas sim quatro filhas:
- Melisende (1105-1161), casada em 1129 com Fulque V de Anjou
- Alice (n.c.1110), casada em 1126 com Boemundo II de Antioquia
- Hodierna, casada em 1131 com Raimundo II de Trípoli
- Ioveta, tomou o hábito de freira em Betânia

No exército cristão que atacou Damasco em 1129 encontrava-se Fulque de Anjou, genro de Balduíno, que nomeou Melisende sua herdeira e combinou o seu casamento com o angevino. Em 1131, Balduíno adoeceu. Morreu a 21 de agosto, sendo sepultado na Igreja do Santo Sepulcro. Melisende sucedeu ao pai com Fulque como consorte e o novo casal real foi coroado a 14 de setembro.